# Velmistři Řádu svatého Lazara

Současný velký znak OSLJ

V čele rytířského Řádu svatého Lazara stál vždy velmistr, buď volený doživotně Generální kapitulou nebo jmenovaný králem Francie. Z tohoto pravidla lze uvést následující výjimky:
- 1831–1840 byl řád veden Radou důstojníků
- 1841–1930 byl řád veden melchitskými patriarchy Antiochie

## Jeruzalém
- (?) Renault de Bichers (asi 1070 – asi 1080) – představený všech špitálních řádů v Jeruzalémě
- bl. Gerard de Martigues, známý také jako de Tum, Tom, Thoms, Tunc, Tenque (před 1080 – kolem 1118/1120) – mistr špitálu i leprosária v Jeruzalémě
- Boyand Roger (1120–1131) – rektor jeruzalémského špitálu sv. Jana, po onemocnění leprou mistr špitálníků sv. Lazara
- Jean (1131–1153)
- Itier (1154–1155) – jmenovaný papežem magister citra et ultra mare (mistr zde a za mořem)
- Hugo de Saint-Pol (1155–1257)
- bl. Raymond du Puy (1157–1159/1160) – druhý velmistr johanitů, po onemocnění leprou mistr špitálníků sv. Lazara
- Rainier (... 1164 ...)
- Raymond (... 1168 ...)
- Gerárd de Montclar (1169–1185)
- Bernard (1185–1186)

## Akko
- Walter de Châteauneuf (?1187 – ?1230/1234)
- Raynaud de Flory (1234–1254)
- Jean de Meaux (1254-?1276) – generální preceptor řádu

## Boigny
- Thomas de Sainville (1277–1312) – užíval titul generální mistr řádu
- Adam de Veau (...1304-1314...)
- Jean de Paris (1342–1349)
- Jean de Coaraze (?1350-1355)
- Jean le Conte (1355–1361)
- Jean de Besnes (1368–1413)
- Pierre des Ruaux (1413–1454)
- Wilhelm des Mares (?1453-?1469)
- Jean le Cornu (1469–1493)
- François d'Amboise, (1493–1500)
- Agnan de Mareul (1500–1519)
- Claude de Maurel (1519–1524)
  - František Bourbon, hrabě de Saint-Pol a Chaumont (1521) – představený komendy v Boigny
- Jean Conti (1524–1557)
- Jean de Levis (1557–1564) – první užíval titul velmistr
- Michel de Seure (1564–1578)
- François Salviati (1578–1586)
- Michel de Seure (1586–1593)
- Aymard de Clermont de Chaste (1593–1603)
- Hugo Catelan de Castelmore (1603)
- Jean-Charles de Gayand(1603–1604)
- Philibert de Nérestang (1604–1620) – od roku 1608 v personální unii také velmistr Řádu Panny Marie Karmelské
- Claude, markýz de Nerestang (1620–1639) – také velmistr Řádu Panny Marie Karmelské
- Charles de Nérestang (1639–1644) – také velmistr Řádu Panny Marie Karmelské
- Izaak Tybald de Courville (1644–1645) – jako zástupce velmistra
- Charles-Achille de Nérestang (1645–1673) – také velmistr Řádu Panny Marie Karmelské
- François Michael le Tellier, markýz de Louvois (1673–1691) – také velmistr Řádu Panny Marie Karmelské
- Rada důstojníků (1691–1693)

## Paříž
- Philippe de Courcillon, markýz de Dangeau (1693–1720)
- Ludvík I. de Bourbon-Orléans, vévoda de Chartres, poté vévoda d'Orléans, de Valois, de Nemours, de Montpensier, de Joinville, de La Roche-sur-Yon; hrabě de Beaujolais; pair Francie (1720–1752) – také velmistr Řádu Panny Marie Karmelské
- Rada důstojníků (1752–1757)
- Ludvík XVI. (1757–1773), vévoda de Berry, poté Dauphin a král Francie (1774–1792)
- Ludvík XVIII.(1773–1814), král Francie
- Claude Louis, kníže de La Chatre (1814–1824) – generální administrátor
- Jean Louis de Beaumont, markýz d'Autichamp – prezident Rady důstojníků (1824–1831)
- Rada důstojníků (1831–1841) – Josef Bon, baron Dacier – historik řádu, Auguste François, baron de Silvestre – herold, otec Picot – dvorní kaplan ve Versailles

## Damašek (melchitští patriarchové)
- Patriarcha Maximos III. Mazloum (1841–1855) – Protektor, Administrátor
- Patriarcha Clement Bahouth (1856–1864)
- Patriarcha Řehoř II. Youssef-Sayur (1864–1897)
- Patriarcha Peter IV. Jaraijiry (1898–1902)
- Patriarcha Cyril VIII. Geha (1902–1910)
- řádová kapitula – (1910–1930 patriarchové Demetrius I. Qadi a Cyril IX. Moughabghab)

## Madrid
- Francisco de Paula de Borbón y de la Torre, vévoda ze Sevilly (1930–1952)
- Francisco Enrique de Borbón y de Borbón, vévoda ze Sevilly (1952–1967)

## Boigny
- Charles Philippe de Bourbon-Orléans, vévoda d’Alençon, Vendôme et Nemours, Premier Prince du Sang (1967–1969)

## Boigny (pařížská obedience)
- Pierre de Cossé, vévoda de Brissac (1969–1986)
- François de Cossé, vévoda de Brissac (1986–2006, od r. 2006 emeritní velmistr) † 6.4.2021

## Castello Lanzun(maltská obedience)
- Francisco Enrique de Borbón y de Borbón (1973–1995)
- Francisco de Paula de Borbón y Escasany, vévoda ze Sevilly (1995–2008, od r. 2008 emeritní velmistr)

## Castello Lanzun (sjednocená pařížská-maltská obedience)
- don Carlos Gereda y de Borbón, markýz de Almazàn (2008-2017)[1]
- don Francisco de Borbón, hrabě von Hardenberg (od 2017 velmistr-koadjutor[2], od 2018 řádným velmistrem[3])

## Orleánská obedience
- Charles-Philippe d'Orléans, vévoda d'Anjou (2004–2010)
- Jan hrabě Dobřenský z Dobřenic (2010-2023)[4]
- François d'Orléans (od 2023)

## Švýcarská (jeruzalémská) obedience
- Sixtus Jindřich Bourbonsko-Parmský (od 2015)[5]